# Billancourt (Hauts-de-Seine)
Pour les articles homonymes, voir Billancourt.
Billancourt est le nom d'un ancien écart de la paroisse d'Auteuil, devenu un quartier de Boulogne-Billancourt.

## Toponymie
Le nom de la localité est attesté sous la forme la plus ancienne Bullencurt en 1150 dans une charte, signée par Louis VII, conservée aux Archives nationales sous la cote K23-1517, dans ce qu’on appelle le « Carton des Rois ».
On le trouve toutefois sous les noms de  « Bullencurt (1193), Bulleincort (1103), Bulencort (1231), Balancuria (1277), Bulencuria (1312), Boulencort (1260), Billencourt (1426), Bulancourt (1275, 1513), Boullancourt (1571) Blignancourt (plan de 1770), Billancour (1728), Belliancourt (1758), Billecourt (1530), Bilancourt (1717), Bolencourt, Boulencourt, Boulancourt »

## Histoire
Billancourt est le nom d'un ancien écart de la paroisse d'Auteuil. Quand la commune d'Auteuil est supprimée, en 1859, le village de Billancourt est réuni à la commune de Boulogne, laquelle est rebaptisée Boulogne-Billancourt en 1926. Billancourt en constitue aujourd'hui un quartier.
En 1150, par une charte, le roi Louis VII, approuve la donation de la terre et de la grange de la ferme de Billancourt, par le chevalier Ansold de Chailly (ou Ansould de Chilly) et sa femme Aveline, à l’Abbaye Saint-Victor de Paris, nouvellement fondée,. 
 
Le domaine de Billancourt correspond au petit quart sud ouest de la ville d'aujourd'hui. En face de l'île de Sèvres, il s'étendait entre la rive de la Seine et l'actuelle rue du Vieux-Pont-de-Sèvres, à l'ouest de l'actuel boulevard Jean-Jaurès. Le terrain situé à l'est de celui-ci appartenait au chapitre abbatial de Saint Germain le rond.
L'entrée par le nord se faisait au bout de l'actuelle rue de la Ferme. Un chemin situé plus au nord sur le territoire de Boulogne y conduisait, l'actuelle rue de Billancourt, laquelle était jusqu'à la Révolution la frontière entre la paroisse de Saint-Cloud et celle de Boulogne la Petite.
Prospère ferme, la ferme de Billancourt,, qui a échappé aux ravages de la guerre de Cent Ans, Billancourt, à cause de son isolement, sert de refuge aux nombreux huguenots d'Auteuil durant les persécutions. Au Grand Siècle, une route Monseigneur, actuelles rue de Meudon et avenue Victor-Hugo, est tracée pour permettre au Grand Dauphin de rejoindre depuis sa résidence du château de Meudon le domaine de chasse de La Muette. 

L'ensemble du domaine de la ferme est aménagé en 1825 par Marie Casimir Auguste de Gourcuff qui veux en faire en une luxueuse ville nouvelle, le « Nouveau Village de Billancourt »,. 
Vers 1901, l'ensemble est acquis par le fils du propriétaire d'une des villas, Louis Renault, pour en faire le cœur du principal complexe industriel de la France, les usines Renault.